# San Pedro (Los Angeles)
San Pedro est une zone portuaire et un quartier de la ville de Los Angeles, en Californie.

## Présentation
San Pedro est annexé en 1909 et est un port maritime majeur de la région. Auparavant dominée par l'industrie poissonnière, la ville est devenue essentiellement une ville de la classe ouvrière au sein de la cité de Los Angeles. Le nom de la ville est prononcé /sænˈpiːdroʊ/ par ses habitants, même par ses résidents hispaniques, plutôt que par sa prononciation espagnole /samˈpeðɾo/. C'est à San Pedro que se trouvent les communautés norvégienne et croate de Los Angeles. Il y a aussi la troisième plus grande communauté maltaise des États-Unis qui y est présente.

## Démographie
Le Los Angeles Times le considère comme hautement diverse du point de vue ethnique, 42,2 % de la population étant blanche non hispanique, 40,8 % hispanique, 6,1 % afro-américaine, 4,8 % asiatique, et 4,1 % appartenant à une autre catégorie ethno-raciale.

## Personnalité
Dans les années 1980, l'écrivain et poète américain Charles Bukowski s'installe à San Pedro.[réf. nécessaire]